# Ricky Banderas
Pour les articles homonymes, voir Banderas.
Gilbert Cosme (né le 25 mai 1975 à Bayamón), plus connu sous le nom de Ricky Banderas est un catcheur portoricain. 
Il commence sa carrière à Porto Rico puis au Mexique à la Asistencia Asesoría y Administración. 

## Carrière

### Asistencia Asesoría y Administración (2006–2018)
Lors de Triplemania XVII, il perd le titre contre Dr. Wagner, Jr..
Lors de Guerra de Titanes 2011, il bat A.J. Styles et Rob Terry dans un back-to-back matches et devient challenger n°1 pour le AAA Mega Championship. Lors de Rey de Reyes 2012, il bat Jeff Jarrett et remporte pour la quatrième fois le AAA Mega Championship. Lors de TripleMania XX, il conserve son titre contre Perro Aguayo Jr.. Lors de Guerra De Titanes 2012, il perd le titre contre El Texano Jr.. Le 17 mars 2013, il bat Canek et LA Park en finale du Rey de Reyes 2013 et remporte le tournoi. En Octobre, il s'allie avec ses deux anciens rivaux Cibernético et Perro Aguayo Jr. pour combattre  le groupe "La Secta", après que ses membres se soient retournés contre Cibernético. Le 3 novembre, il perd contre A.J. Styles et ne remporte pas le TNA World Heavyweight Championship. Le partenariat a pris fin lors de Guerra De Titanes 2013, lorsque Perro Aguayo Jr. effectue un rudo turn, qui conduit à la reformation de la Sociedad. Lors de Triplemanía XXII, il remporte les cheveux de Electroshock lors d'un six-way steel cage Lucha de Apuestas.
Le 6 mars 2015, il se retourne contre Blue Demon Jr. et La Parka et redevient un rudo. Peu de temps après, il rejoint La Sociedad. Le 4 juin, à Verano de Escándalo, Mesías fait équipe avec Johnny Mundo et Pentagón Jr. en perdant contre Myzteziz, La Parka et Rey Mysterio Jr.
Le 30 juillet 2016, lui, Hernandez et Johnny Mundo battent El Hijo del Fantasma, El Texano Jr. et Pentagón Jr..
Le 26 mai 2017, lui et Pagano battent Dark Family (Cuervo et Scoria) et remportent les AAA World Tag Team Championship.

### Total Nonstop Action Wrestling (2007–2008)
Lors de l'impact du 20 septembre, il bat Eric Young dans son premier match à la TNA.

### World Wrestling Council (2009–2011)
Le 8 janvier 2011, il bat Carlito Caribbean Cool  grâce à l'aide de Shane Sewell et remporte le WWC Universal Heavyweight Championship.

### World Wrestling League
Lors de Idols Of Wrestling, il perd contre El Texano Jr. et ne remporte pas le AAA World Heavyweight Championship.

### Lucha Underground (2014-2018)
En septembre 2014, il fait ses débuts à la Lucha Underground sous un masque et le nom de Mil Muertes. Dans l'histoire, le vrai nom de Muertes était Pasqual Mendoza, dont toute la famille est morte à la suite d'un tremblement de terre à Mexico, quand il était âgé sept ans. Il joue son premier match à la fédération en battant Blue Demon Jr et en étant accompagné de sa manageuse, Catrina. Il a ensuite été impliqué dans une rivalité importante avec Fénix (ponctuée par la tromperie de Catrina envers lui et la relation de cette dernière avec Fénix), qui a été conclu lorsque Fénix l'a vaincu dans un « Grave Consequences » casket match qui a été diffusé le 18 mars 2015. Après avoir été « ressuscité » par Catrina, il fait son retour et lors d'Ultima Lucha, il bat Prince Puma et remporte le Lucha Underground Championship. Le 27 janvier, 2016, il conserve son titre contre Ivelisse. Il perd le titre le 16 mars contre Fenix.
Le 27 juin 2018, il remporte un triple threat elimination casket (grave consesquences) match contre Fénix. et Jeremiah Crane. Le 11 juillet, il bat Cage. Le 22 août, il bat The Mack au cours d'un Haunted House match. Le 12 septembre, son match contre King Cerno se termine en no contest.
Le 26 septembre, il perd un 4-Way match déterminant le premier aspirant au titre de la Lucha Underground contre Pentagón Dark impliquant aussi El Dragon Azteca Jr. et King Cuerno. Après le match, il est défié par The Mack pour un Death Match à Ultima Lucha IV. Le 10 octobre, Fénix et Mill Muertes battent Dragon Azteca Jr. et The Mack.

### Major League Wrestling (2021-...)
Le 13 janvier 2021, il fait ses débuts à MLW Fusion en battant Brian Pillman, Jr..

## Palmarès
- Asistencia Asesoría y Administración
  - 1 fois AAA Trident Champion
  - 1 fois AAA Latin American Champion
  - 4 fois AAA World Heavyweight Champion
  - 1 fois AAA World Tag Team Championship avec Pagano
  - 1 fois GPCW Super-X Monster Champion
  - 1 fois IWC World Heavyweight Champion
  - 2e AAA Triple Crown Champion
  - Copa Antonio Peña (2008)
  - Lucha Libre Premier (2010)
  - Rey de Reyes (2013)
  - Victoria Cup (2016) avec Apolo et Rockstar Spud[33]

- International Wrestling Association
  - 5 fois IWA World Heavyweight Champion
  - 9 fois IWA Hardcore Champion
  - 2 fois IWA Intercontinental Heavyweight Champion
  - 5 fois IWA World Tag Team Champion avec Gran Apolo (3), Glamour Boy Shane (1) et Cruzz (1)

- World Wrestling Council
  - 1 fois WWC Universal Heavyweight Championship
  - Copa Luchador de la Década (2010)

- Wrestling Society X
  - 1 fois WSX Champion
- Lucha Underground
  - 1 fois Lucha Underground Champion

## Récompenses des magazines
- Pro Wrestling Illustrated

| Année | 2001 | 2002       | 2003 | 2004       | 2005 | 2006       | 2007 | 2008 | 2009 | 2010 | 2011 | 2012 | 2013 | 2014 | 2015 | 2016 | 2017 | 2018 | 2019       | 2020 | 2021 | 2022 |
| ----- | ---- | ---------- | ---- | ---------- | ---- | ---------- | ---- | ---- | ---- | ---- | ---- | ---- | ---- | ---- | ---- | ---- | ---- | ---- | ---------- | ---- | ---- | ---- |
| Rang  | 227  | Non classé | 165  | Non classé | 217  | Non classé | 206  | 26   | 39   | 48   | 38   | 67   | 78   | 171  | 26   | 77   | 194  | 206  | Non classé | 394  | 239  | 231  |